# Iván Mancía
Ivan Roberto Mancia Ramírez (Apopa, San Salvador, El Salvador; 1 de mayo de 1989) es un futbolista salvadoreño, juega como defensa y su actual equipo es el Club Deportivo Hércules de la Primera División de El Salvador.

## Carrera
Iván Mancia inició su carrera futbolística en el Club Social Deportivo Vendaval, de la Segunda División de El Salvador, donde en el año 2007 debutó profesionalmente, estuvo en el club durante siete torneo haciendo un total de 43 apariciones. 
En 2010 es cedido al Turin FESA de la Segunda División de El Salvador durante una temporada disputando 21 partidos y anotando 1 gol. Luego a principios de 2011 es refuerzo del Club Deportivo Brasilia. 
Un año después en 2012 se informó que el Santa Tecla Fútbol Club estaría interesado en los servicios de Mancia. Y ese mismo año se concretó su traspaso al cuadro "Tecleño" por dos torneos cortos. En febrero de 2012 hizo su debut oficial con el club. En su primera temporada con el club verdolaga precisamente en el torneo clausura 2012 de la liga de Ascenso ayudó al equipo a conseguir el título de la segunda división y además logrando a su ascenso a la Primera División de El Salvador. En julio de 2013 mancia y su equipo hace su debut en la máxima categoría del fútbol salvadoreño. Durante la temporada 14/15 logra su primer título profesional (clausura 2015) con el santa tecla, y un año después (apertura 2016) contribuyendo a su segundo título en Primera División de El Salvador. Para el Clausura 2017 logró el bicampeonato frente a Alianza FC.
Días después de la final del Clausura 2017 se dio a conocer que pasaría a formar parte del Alianza FC para reforzar la defensa junto a Henry Romero. En el Apertura 2017 se proclamó campeón invicto con Alianza frente a su antiguo club Santa Tecla. En Clausura 2018 logró el bicampeonato con Alianza y su tetracampeonato de forma individual. En el Apertura 2019 logró otro título más, el sexto en su cuenta personal. En enero de 2021 levantó de nuevo el título de campeón Apertura 2020 con Alianza, cuarto con el club y el séptimo en su carrera.

## Selección nacional
Ha sido internacional con la Selección de fútbol de El Salvador. Su debut se produjo el 28 de marzo de 2015 en un partido amistoso frente a la Selección de fútbol de Argentina, entrando de sustitución en los últimos minutos del juego en que su selección perdió 2-0.

## Clubes
Actualizado al último partido jugado el 30 de marzo de 2025. 
| Santa Tecla Fútbol Club · El Salvador       | 1.ª                 | 2012-13             | 5   | 0  | - | - | -  | - | 23  | 0  |
| Santa Tecla Fútbol Club · El Salvador       | 1.ª                 | 2013-14             | 26  | 0  | - | - | -  | - | 26  | 0  |
| Santa Tecla Fútbol Club · El Salvador       | 1.ª                 | 2014-15             | 36  | 1  | - | - | -  | - | 36  | 1  |
| Santa Tecla Fútbol Club · El Salvador       | 1.ª                 | 2015-16             | 45  | 4  | - | - | 4  | 0 | 49  | 4  |
| Santa Tecla Fútbol Club · El Salvador       | 1.ª                 | 2016-17             | 53  | 1  | - | - | -  | - | 53  | 1  |
| Santa Tecla Fútbol Club · El Salvador       | Total               | Total               | 165 | 6  | 0 | 0 | 4  | 0 | 169 | 6  |
| Alianza Fútbol Club · El Salvador           | 1.ª                 | 2017-18             | 39  | 2  | - | - | 1  | 0 | 40  | 2  |
| Alianza Fútbol Club · El Salvador           | 1.ª                 | 2018-19             | 48  | 3  | - | - | 2  | 0 | 50  | 3  |
| Alianza Fútbol Club · El Salvador           | 1.ª                 | 2019-20             | 28  | 1  | - | - | 9  | 1 | 37  | 2  |
| Alianza Fútbol Club · El Salvador           | 1.ª                 | 2020-21             | 30  | 1  | - | - | 1  | 0 | 31  | 1  |
| Alianza Fútbol Club · El Salvador           | 1.ª                 | 2021-22             | 35  | 1  | - | - | -  | - | 35  | 1  |
| Alianza Fútbol Club · El Salvador           | 1.ª                 | 2022-23             | 24  | 3  | - | - | 5  | 0 | 29  | 3  |
| Alianza Fútbol Club · El Salvador           | 1.ª                 | 2023-24             | 29  | 2  | - | - | -  | - | 29  | 2  |
| Alianza Fútbol Club · El Salvador           | 1.ª                 | 2024-25             | 25  | 2  | - | - | 4  | 0 | 29  | 2  |
| Alianza Fútbol Club · El Salvador           | Total               | Total               | 258 | 15 | 0 | 0 | 22 | 1 | 280 | 16 |
| Club Deportivo Hércules · El Salvador       | 1.ª                 | 2025-26             |     |    |   |   |    |   |     |    |
| Club Deportivo Hércules · El Salvador       | Total               | Total               | 0   | 0  | 0 | 0 | 0  | 0 | 0   | 0  |
| Total en su carrera                         | Total en su carrera | Total en su carrera | 423 | 21 | 0 | 0 | 26 | 1 | 449 | 22 |
| (2) No incluye goles en partidos amistosos. |                     |                     |     |    |   |   |    |   |     |    |

Segunda División de El Salvador/Reservas
| Club                             | País        | Año         | Partidos | Goles |
| -------------------------------- | ----------- | ----------- | -------- | ----- |
| Club Social y Deportivo Vendaval | El Salvador | 2007 - 2009 | 43       | 0     |
| Turín FESA Fútbol Club           | El Salvador | 2010        | 21       | 1     |
| C.D. Brasilia                    | El Salvador | 2011        | 27       | 3     |
| Santa Tecla Fútbol Club          | El Salvador | 2011 - 2012 |          |       |
| Total:                           | Total:      | Total:      | 91       | 4     |

### Selección nacional
| Selección                                  | Año                 | Partidos | Goles |
| ------------------------------------------ | ------------------- | -------- | ----- |
| El Salvador                                |                     |          |       |
| 2015                                       | 3                   | 0        |       |
| 2016                                       | 0                   | 0        |       |
| 2017                                       | 9                   | 0        |       |
| 2018                                       | 0                   | 0        |       |
| 2019                                       | 13                  | 0        |       |
| 2020                                       | 2                   | 0        |       |
| 2021                                       | 2                   | 0        |       |
| Total en su carrera                        | Total en su carrera | 29       | 0     |
| Estadísticas hasta el 29 de marzo de 2021. |                     |          |       |

### Palmarés
| Club           | País        | Año           |
| -------------- | ----------- | ------------- |
| Santa Tecla FC | El Salvador | Clausura 2015 |
| Santa Tecla FC | El Salvador | Apertura 2016 |
| Santa Tecla FC | El Salvador | Clausura 2017 |
| Alianza FC     | El Salvador | Apertura 2017 |
| Alianza FC     | El Salvador | Clausura 2018 |
| Alianza FC     | El Salvador | Apertura 2019 |
| Alianza FC     | El Salvador | Apertura 2020 |
| Alianza FC     | El Salvador | Apertura 2021 |
| Alianza FC     | El Salvador | Clausura 2022 |
| Alianza FC     | El Salvador | Clausura 2024 |